# Casa Codina (Girona)
La Casa Codina és un edifici del municipi de Girona que forma part de l'Inventari del Patrimoni Arquitectònic de Catalunya.

## Descripció
És un edifici de planta baixa i quatre pisos, de composició simètrica i en vertical respecte a 3 obertures en planta baixa. Les obertures en planta baixa són d'arcs de punt rodó. Façana simètrica. Al primer pis hi ha un balcó de llosana de pedra continu. A partir d'aquesta planta, els balcons es van reduint en alçada. Tots els balcons són de llosana amb mènsules. En vertical, entre les obertures, hi ha relleus florals de terra cuita. La façana es clou amb ràfec de mènsules. Les obertures són remarcades en pedra polida. La façana és arrebossada.